# Pentaschistis tomentella
Pentaschistis tomentella är en gräsart som beskrevs av Otto Stapf. Pentaschistis tomentella ingår i släktet Pentaschistis och familjen gräs. Inga underarter finns listade i Catalogue of Life.